# عقد 400
عقد 400 هو عقد امتد بين 1 يناير 400 و31 ديسمبر 409 بحسب التقويم الميلادي. سبقه عقد 390 ولحقه عقد 410.

## مواليد
- استوبايوس (401)
- ثيودورا الحمصية (401)
- صولومون (401)
- ثيودوسيوس الثاني (401)
- بهرام جور (406)
- الشنفرى الأزدي (401)
- ماجنوس (405)
- أتيلا الهوني (406)
- ليو الأول (401)
- الإمبراطور أنكو (401)

## وفيات
- استوبايوس (401)
- الإمبراطور ريتشو (405)
- أناستاسيوس الأول (401)
- كلاوديانو بيزيرا دا سيلفا (404)
- يوحنا فم الذهب (407)
- آركاديوس (408)
- ثيون الإسكندري (405)
- موسى الأسود (407)
- إبيفانيوس السلاميسي (403)
- أوريباسيوس (403)

## كتب
- Yves Denis Papin (1998). Chronologie de l'histoire ancienne. Lieu de publication non identifié: Éditions Jean-paul Gisserot. ISBN:2-87747-346-5. OCLC:40746926. مؤرشف من الأصل في 2022-03-16.
- موسوعة حضارة العالم (2002) لأحمد محمد عوف.

## روابط خارجية
- تصفح سنة بسنة عقد 400 على موقع onthisday.com
- تصفح سنة بسنة عقد 400 ابتداءً من سنة عقد 400 على موقع المكتبة الوطنية الفرنسية